# Shiloh Keo
Shiloh Keo (Everett, 17 dicembre 1987) è un giocatore di football americano statunitense che gioca nel ruolo di safety per i Houston Texans della National Football League (NFL). Fu scelto nel corso del quinto giro (144º assoluto) del Draft NFL 2011 dai Texans. Al college ha giocato a football all'Università dell'Idaho.

## Carriera

### Houston Texans
Keo fu scelto nel corso del giro del Draft 2011 dai Houston Texans. Nella sua stagione da rookie disputò dieci partite, nessuna delle quali come titolare, mettendo a segno 4 tackle. Divenne stabilmente titolare nel 2013 quando stabilì un nuovi primato in carriera con 63 tackle e a mise a segno il suo primo intercetto nella settimana 7 contro i Kansas City Chiefs. Fu svincolato nel 2014

### Cincinnati Bengals
Il 2 febbraio 2015, Keo firmò con i Cincinnati Bengals. Fu svincolato il 5 settembre 2015.

### Denver Broncos
Il 9 dicembre 2015, Keo firmò con i Denver Broncos. Nell'ultima gara della stagione regolare intercettò un passaggio di Philip Rivers da cui nacque la successiva azione della vittoria della sua squadra.

## Palmarès

### Franchigia
- Super Bowl : 1

Denver Broncos: 50
- American Football Conference Championship: 1

Denver Broncos: 2015

## Statistiche
| Partite totali      | 42  |
| Partite da titolare | 11  |
| Tackle              | 81  |
| Sack                | 0,0 |
| Intercetti          | 2   |
| Fumble forzati      | 0   |

Statistiche aggiornate alla stagione 2013